# Лавањо
Лавањо је насеље у Италији у округу Верона, региону Венето.
Према процени из 2011. у насељу је живело 5992 становника. Насеље се налази на надморској висини од 60 м.

## Становништво
| 1951. | 1961. | 1971. | 1981. | 1991. | 2001. | 2011. |
| ----- | ----- | ----- | ----- | ----- | ----- | ----- |
| 3.077 | 2.812 | 3.085 | 3.778 | 4.990 | 5.964 | 8.101 |